# River Avill
River Avill är ett vattendrag i Storbritannien.   Det ligger i grevskapet Somerset och riksdelen England, i den södra delen av landet, 230 km väster om huvudstaden London.